# میدل ری‌سن
میدل ری‌سن (به انگلیسی: Middle Rasen) یک روستا و محله مدنی در بریتانیا است که در West Lindsey واقع شده‌است. میدل ری‌سن ۲٬۰۴۳ نفر جمعیت دارد.